# Dendroidea
Ordre
Familles de rang inférieur
- † Acanthograptidae
- † Anisograptidae
- † Chaunograptidae
- † Dendrograptidae
- † Inocaulidae
- † Ptilograptidae

Les Dendroidea (dendroïdes en français), forment un ordre éteint d'animaux en forme de dendrites ou de branches, avec un grand nombre d'axes par branche. C'est l'un des deux ordres de la classe des Graptolithina (graptolites ).
Les dendroïdes sont les premiers graptolites, au Cambrien supérieur : ils sont souvent fixés sur le fond marin. 